# Seat Music Awards 2020
Die 14. Seat Music Awards wurden am 2. und 5. September 2020 in der Arena von Verona veranstaltet und live auf Rai 1 ausgestrahlt. Die Moderation übernahmen wie in den Jahren zuvor Carlo Conti und Vanessa Incontrada. Am 6. September wurde außerdem das von Nek moderierte Special Seat Music Awards – Viaggio nella musica gezeigt. Offizielle Radiopartner waren Radio Italia und Rai Radio 2.
Die SMA 2020 waren eine Benefizveranstaltung: Aufgrund der COVID-19-Pandemie hatte man beschlossen, in diesem Jahr keine Preise zu überreichen, sondern stattdessen Geld für von der Pandemie betroffene Beschäftigte der Musikbranche zu sammeln. Die Einnahmen flossen in den Fonds COVID 19 – Sosteniamo la musica des Music Innovation Hub ein, unterstützt von Spotify und der FIMI.

## Erster Abend (2. September)

### Auftritte
- Claudio Baglioni – Gli anni più belli
- Gianna Nannini – La differenza
- Riccardo Cocciante – Medley aus Notre Dame de Paris / Tu Italia
- Andrea Bocelli – Ave Maria
- Antonello Venditti und Francesco De Gregori – Canzone
- Zucchero – Spirito nel buio und Baila
- Eros Ramazzotti – Un’emozione per sempre und Più bella cosa
- Ligabue – Questa è la mia vita
- Andrea Bocelli und Elisa – E più ti penso
- Elisa – Anche fragile
- Fiorella Mannoia – Chissà da dove arriva una canzone
- Emma – Latina
- Alessandra Amoroso – Medley aus Immobile / Avrò cura di tutto / Forza e coraggio
- Biagio Antonacci – Per farti felice
- Gianni Morandi – Bella signora / Una vita che ti sogno / Uno su mille
- Emma, Manuel Agnelli und Mauro Pagani – L’avvelenata
- Tiziano Ferro – Rimmel A
- Umberto Tozzi und Raf – Medley aus Io camminerò / Dimenticherò / Gloria

### Weitere Gäste
- Ficarra e Picone
- Giorgio Panariello und Leonardo Pieraccioni
- Amadeus
- Pio e Amedeo und Massimo Giletti mit Alessandra Amoroso, Salmo und Gianni Morandi

## Zweiter Abend (5. September)

### Auftritte
- Mika und Michele Bravi – Bella d’estate
- Annalisa – Tsunami
- Fabrizio Moro – Medley aus Il senso di ogni cosa / Portami via / L’eternità (il mio quartiere)
- Piero Pelù – Gigante und Pugili fragili
- J-Ax – Una voglia assurda
- Gigi D’Alessio – Buongiorno (mit Vale Lambo, MV Killa, LDA, CoCo, Franco Ricciardi, Lele Blade, Enzo Dong, Clementino, Geolier, Samurai Jay)
- Il Volo – Nessun dorma
- Raf und Umberto Tozzi – Medley aus Ti pretendo / Stella stai / Self Control / Tu
- Boomdabash und Alessandra Amoroso – Karaoke
- Tommaso Paradiso – I nostri anni
- Achille Lauro und Fiorella Mannoia – C’est la vie
- Mahmood – Dorado
- Francesco Gabbani – Il sudore ci appiccica
- Ermal Meta – Finirà bene
- Diodato – Fai rumore
- Malika Ayane – Medley aus Feeling Better / Tempesta / Ricomincio da qui
- Marco Masini mit Francesco Renga – Medley aus Ci vorrebbe il mare / L’uomo volante / T’innamorerai
- Francesco Renga – Insieme: grandi amori
- Ghali – Barcellona und Good Times
- Max Pezzali – In questa città
- Levante – Sirene
- Irama – Mediterranea und Crepe
- Enrico Nigiotti – Para el sol
- Modà – Cuore di cemento
- Giusy Ferreri – Il mare immenso, Ti porto a cena con me und Fa talmente male
- The Kolors – Non è vero
- Baby K – Non mi basta più
- Anna Tatangelo und Geolier – Guapo
- Riki – Litighiamo
- Nek – Fatti avanti amore und Mi farò trovare pronto

### Weitere Gäste
- Enrico Brignano

## Special (6. September)
Mit * markiert sind bereits an den ersten beiden Abenden ausgestrahlte Auftritte.
- Il Volo – Un amore così grande
- Gigi D’Alessio und Clementino – Como suena el corazon
- Gaia – Coco Chanel
- Gianni Morandi – Medley aus Bella signora / Una vita che ti sogno / Uno su mille*
- Fiorella Mannoia – Chissà da dove arriva una canzone*
- Achille Lauro und Fiorella Mannoia – C’est la vie*
- Marco Masini mit Nek – Medley aus Disperato / Che giorno è / Principessa
- Rocco Hunt und Ana Mena – A un passo dalla Luna
- Random – Sono un bravo ragazzo un po’ fuori di testa
- Andrea Bocelli und Elisa – E più ti penso*
- Antonello Venditti und Francesco De Gregori – Canzone*
- Nina Zilli – Schiacciacuore
- Mika und Michele Bravi – Bella d’estate*
- Fabrizio Moro
- Bugo und Ermal Meta – Mi manca
- Giovanni Caccamo und Michele Placido
- Mario Biondi
- Ron
- Nek und Simona Molinari
- Mr. Rain
- Aiello

## Einschaltquoten
| Datum             | Zuschauer | Quote   |
| ----------------- | --------- | ------- |
| 2. September 2020 | 4.094.000 | 22,20 % |
| 5. September 2020 | 2.881.000 | 19,90 % |
| 6. September 2020 | 1.337.000 | 11,70 % |

## Belege
1. ↑  Carlo Conti e Vanessa Incontrada conducono Seat Music Awards 2020. RAI Ufficio Stampa, abgerufen am 2. September 2020.
2. ↑  Seat Music Awards 2020: ecco tutti i nomi dei protagonisti! In: Radio Italia. Abgerufen am 2. September 2020.
3. ↑  SEAT MUSIC AWARDS 2020. In: Radio Italia. Abgerufen am 2. September 2020.
4. ↑  I SEAT Music Awards a settembre su Raiuno e Rai Radio2. In: FM-world. 29. Juli 2020, abgerufen am 2. September 2020 (italienisch).
5. ↑  Seat Music Awards 2020 su Rai 1: gli artisti e la scaletta. In: Style. 2. September 2020, abgerufen am 2. September 2020 (italienisch).
6. ↑  Annunciato il cast dei Seat Music Awards: tutti gli artisti della due giorni di musica da Verona. In: Music Fanpage. Abgerufen am 2. September 2020 (italienisch).
7. ↑  Ascolti TV Mercoledì 2 settembre 2020. Bene i Music Awards (22.2%), Il Generale Dalla Chiesa 9.7%, The Good Doctor 7%. Forum inedito 13%. In: DavideMaggio.it. Abgerufen am 3. September 2020.
8. ↑  Ascolti TV Sabato 5 settembre 2020. I Music Awards chiudono al 19.9%, La Scuola più bella del mondo 8.4%. Daydreamer 17.5%. In: DavideMaggio.it. Abgerufen am 6. September 2020.
9. ↑  Ascolti TV Domenica 6 settembre 2020. Hotel Gagarin vince la serata con il 12%, L'Ora della Verità chiude al 10.1%. In: DavideMaggio.it. Abgerufen am 7. September 2020.